# Mambai (Sprache)
Mambai ist eine Zentral-Malayo-Polynesische Sprache des Timorzweigs. Sie wird von der osttimoresischen Ethnie der Mambai gesprochen. Als eine der Ramelaischen Sprachen hatte sie einen stärkeren Einfluss von Papuasprachen und ambonesischen Malaiisch. Sie ist mit 195.778 Sprechern die zweithäufigste Muttersprache in Osttimor.

## Verbreitung

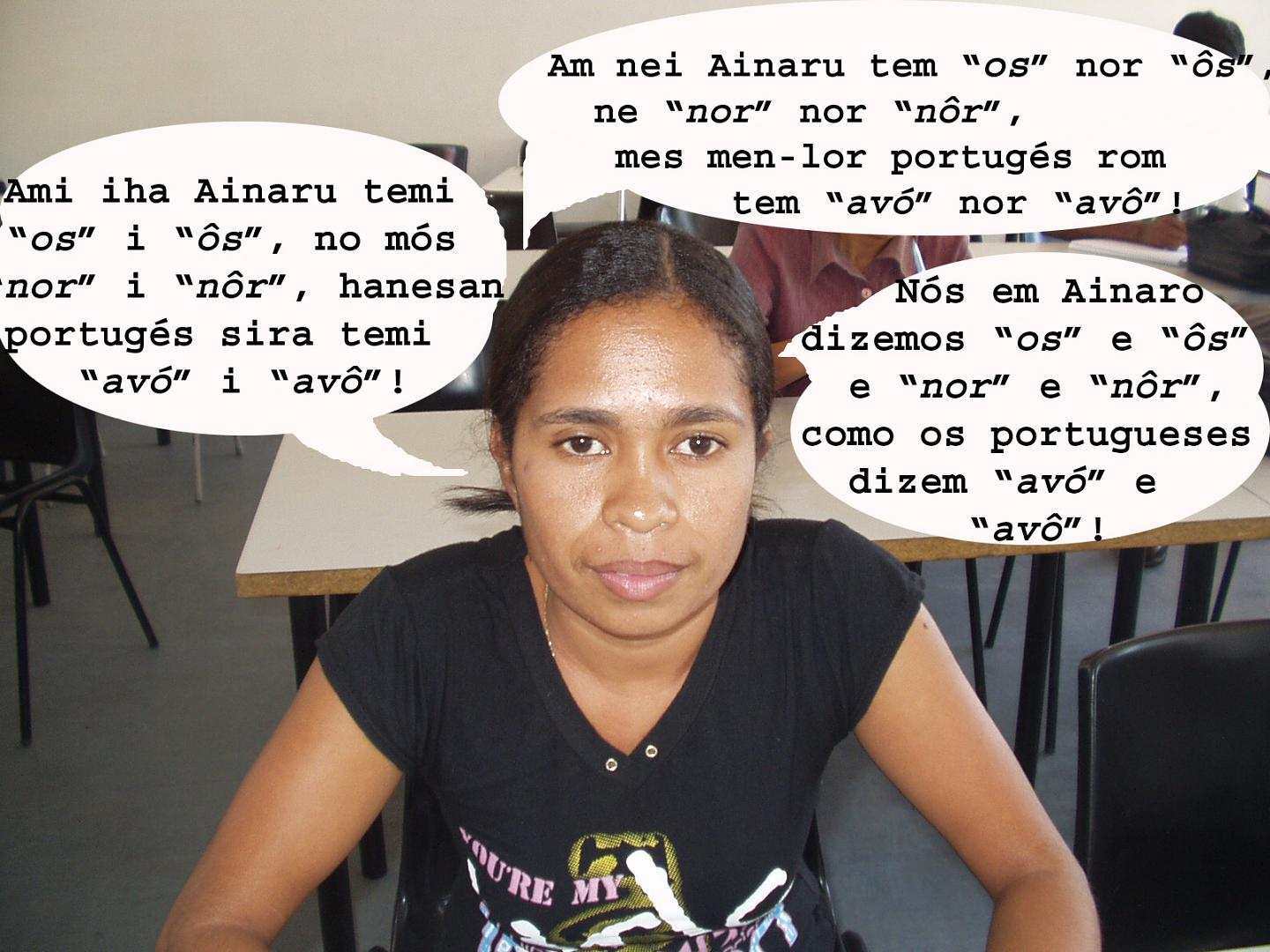
Tetum, Mambai und Portugiesisch

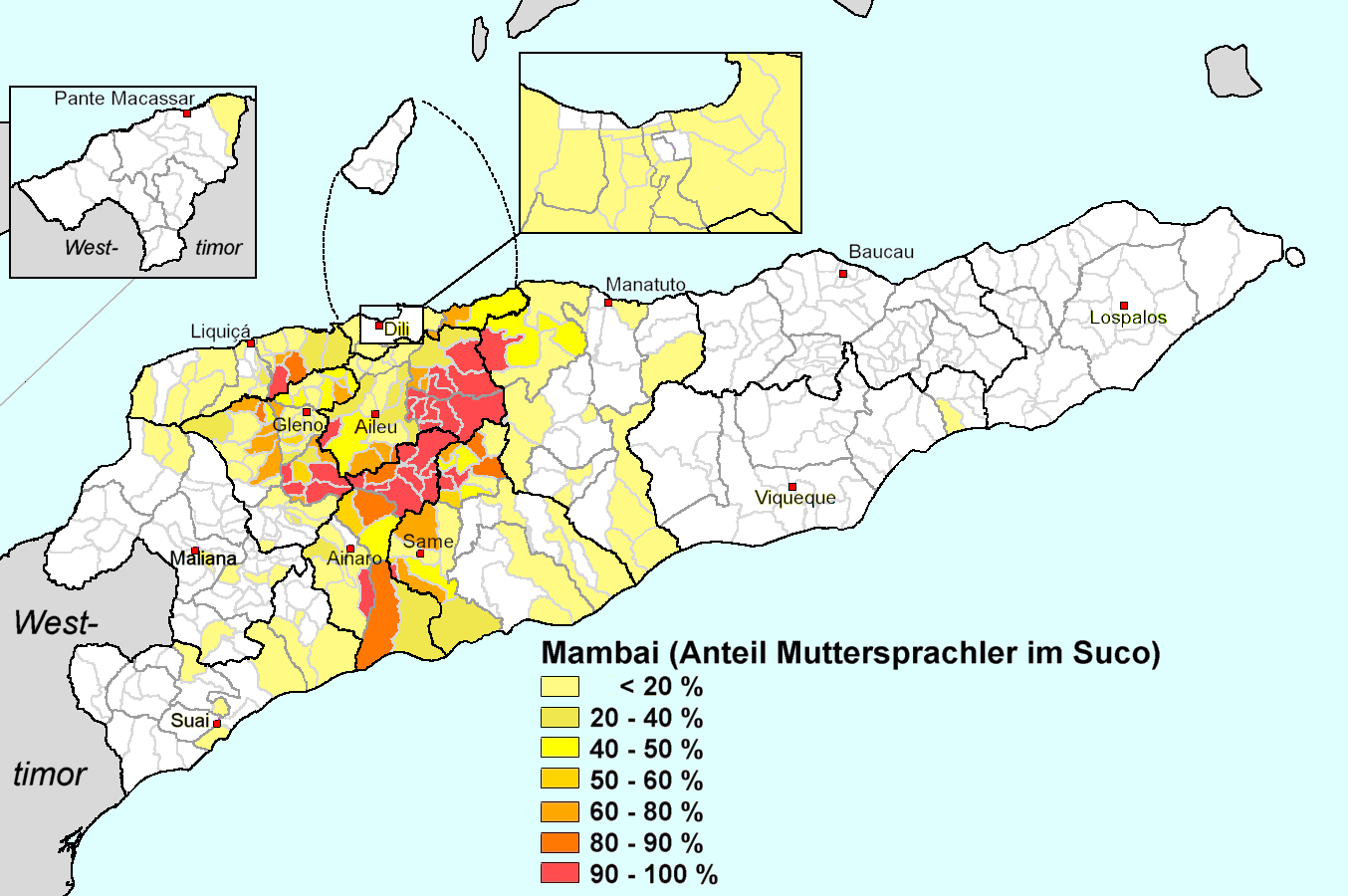
Anteil von Mambai-Muttersprachlern in den Sucos Osttimors.

Die Hauptzentren des Mambai sind Ermera, Aileu, Remexio, Turiscai, Maubisse, Ainaro und Same. Auch ein Großteil der Exiltimoresen in Australien sprechen als Muttersprache Mambai. Mambai ist eine der in der Verfassung anerkannten 15 Nationalsprachen Osttimors.
Als die Portugiesen 1769 Dili zur neuen Hauptstadt ihrer Kolonie Portugiesisch-Timor machten, wurde in dem umliegenden Gebiet noch Mambai gesprochen. Folge war, dass das dortige Tetum Prasa starke Einflüsse aus dem Mambai hat.

## Grammatik und Dialekte
Aufgrund der bergigen Landschaft ist die Sprache in viele Dialekte zersplittert (Damata, Lolei, Manua, Mambai). Die Sprache hat eine sehr einfache Morphologie. Teilweise hat man das Vokabular von Papuasprachen übernommen, so in den südlichen Dialekten (zum Beispiel in Ainaro) vom benachbarten Bunak. Die Kreolisierung mit ambonesischen Malaiisch, die im 15. Jahrhundert vermutlich von Dili aus durch Händler entstand, ist fast vollständig. Gerade die südlichen Dialekte haben viele Wörter, die durch Synkope oder Apokope gekürzt wurden. Das Phänomen ist ebenfalls ein gemeinsames Merkmal mit dem Bunak oder dem westlichen Nachbarn, dem Uab Meto. In den nördlichen Dialekten ist es weniger stark ausgeprägt.
| Vergleich der Dialekte des Mambai von Ainaro und Aileu | Vergleich der Dialekte des Mambai von Ainaro und Aileu | Vergleich der Dialekte des Mambai von Ainaro und Aileu |
| Zahl                                                   | Ainaro                                                 | Aileu                                                  |
| ------------------------------------------------------ | ------------------------------------------------------ | ------------------------------------------------------ |
| 1                                                      | id                                                     | id                                                     |
| 2                                                      | rua                                                    | ru                                                     |
| 3                                                      | tel                                                    | teul                                                   |
| 4                                                      | pat                                                    | fat                                                    |
| 5                                                      | lim                                                    | lim                                                    |
| 6                                                      | lim-nain-ide                                           | nen                                                    |
| 7                                                      | lim-nai-rua                                            | hitu                                                   |
| 8                                                      | lim-nai-tel                                            | ualu                                                   |
| 9                                                      | lim-nai-pata                                           | sia                                                    |
| 10                                                     | sagúl                                                  | sakúl                                                  |